# A Mina de Ouro (Maria José Dupré)
A Mina de Ouro é o título do livro infanto-juvenil da escritora brasileira Maria José Dupré, originalmente publicado em 1946.

## Enredo e capítulos
A história narra mais uma aventura do grupo de jovens amigos composto por Henrique, Eduardo, Quico, Oscar, Vera e Cecília, e o cachorrinho Samba. Desta feita o grupo se perde no interior de uma mina abandonada.
Transcorrendo em 30 capítulos. Samba é festejado como o herói que indicara a saída.